# Jumisko vattenkraftverk
Jumisko är ett vattenkraftverk i Kemijärvi, invigt 1954.
Kraftverket använder vattenkraften i älven Jumiskonjoki, som från söder utfaller i Kemijärvi. En 30 km lång vattenled, av vilken 12 km är grävd kanal och 7 km tunnel, har byggts från älvens källsjö till kraftverket. På ett ställe pumpas vattnet 23 meter från en lägre nivå till en högre. Fallhöjden är 96 meter, medelvattenmängden 14,5 m³/s och effekten 30 MW. Kraftverket, som ägs av Pohjolan Voima Oy, fjärrstyrs från Isohaara vattenkraftverk vid Kemi älvs mynning.